# Хайнрих III фон Регенщайн
Хайнрих III (V) фон Регенщайн (на немски: Heinrich III (V) von Regenstein; * ок. 1255; † 20 септември 1311/1312) е граф на Регенщайн в Харц.
Той е син на граф Хайнрих II фон Регенщайн (IV) († 24 юли 1284 или 15 март 1285) и първата му съпруга фон Волденберг († ок. 1274), дъщеря на граф Херман I фон Волденберг-Харцбург († 1243/1244) и София фон Еверщайн († сл. 1272). Внук е на граф Зигфрид I фон Регенщайн († 1245) и принцеса София фон Анхалт-Ашерслебен († 1272/1274).
Брат е на Зигфрид фон Регенщайн († 1319), домхер в Халберщат (1280), епископ на Замланд (1296 – 1318) и на тевтонеца Улрих фон Регенщайн († сл. 1289). Полубрат е на Херман фон Регенщайн († сл. 1298), домхер в Халберщат (1289 – 1298).

## Фамилия
Хайнрих III (V) фон Регенщайн се жени за графиня Елизабет фон Хоя (* ок. 1264; † 1320), дъщеря на граф Хайнрих II фон Хоя († 1290) и втората му съпруга Юта фон Равенсберг († 1282). Те имат седем деца:
- Матилда фон Регенщайн († сл. 23 август 1334), омъжена I. между 2 февруари и 28 юли 1308 г. за граф Фридрих IV фон Фалкенщайн († 1310), II. между 5 юни и 29 юли 1312 г. за граф Гюнтер IX фон Кефернбург-Люхов († 1332/1333)
- Хайнрих V фон Регенщайн († 24 януари 1355/25 февруари 1359), граф на Регенщайн, женен I. за графиня Елизабет фон Ваймар-Орламюнде († сл. 1320); II. на 22 май 1339 г. за графиня София фон Мансфелд-Кверфурт († 1344/1353)
- Улрих IV фон Регенщайн († 15 август 1336/25 ноември 1338), граф на Регенщайн, женен и има две дъщери
- Зигфрид фон Регенщайн († 10 ноември 1346/23 декември 1346), домхер в Халберщат (1312), домхер в Хилдесхайм (1315), домхер в Магдебург (1320 – 1344), приор на манастир Петерсберг в Гослар (1324 – 1326), катедрален шоластик в Хилдесхайм (1326 – 1344), катедрален дехант в Хилдесхайм (1344 – 1346)
- Герхард фон Регенщайн († сл. 1320)
- Елизабет фон Регенщайн († сл. 1313)
- Хайнрих IV фон Регенщайн (* 1293; † сл. 31 юли 1314), граф на Регенщайн